# Consolidated Standards of Reporting Trials
Pour les articles homonymes, voir Consort (homonymie).
Le Consolidated Standards of Reporting Trials, également appelé ConSORT statement ou Standards fusionnés dans la rédaction d'essais thérapeutiques, est une proposition du groupe ConSORT, pour améliorer la rédaction et la transparence des essais randomisés contrôlés.
Il se présente sous la forme d'une liste d'items à vérifier par l'auteur, l'éditeur ou le lecteur pour évaluer la qualité de la rédaction de l'essai. L'objectif de ces conseils est d'obtenir un article le plus transparent, le plus complet et le plus objectif possible. Il ne permet pas d'évaluer la qualité d'une méthode, mais de repérer plus facilement les bons et les mauvais essais.
La version la plus récente est la version de 2010. Elle consiste en une liste de vérification (checklist) de 25 items et d'un graphique le diagramme de flux (flow chart). À cette liste, est associée un document d'explication, d'illustrations des recommandations par des exemples dont la lecture est conseillée.
Pensé comme un document créé de manière collaborative et en évolution, les propositions ConSORT sont sujets à des changements périodiques au fur et à mesure que les pratiques et les données de la science évolueront qui peuvent être retrouvées sur leur site.

## Extensions des recommandations Consort
Le document principal concerne une structure classique d'étude avec deux groupes parallèles. Les extensions de la proposition ConSORT ont été développés pour donner des aides additionnelles pour les essais randomisés avec des structures spécifiques (par exemple les essais randomisés en cluster, les essais de non-infériorité ou d'équivalence, les essais pragmatiques), des données particulières (effets indésirables, les résumés) et les interventions (traitements par herbes médicinales, évaluant un traitement non médicamenteux, acupuncture). La liste est en aucun cas exhaustive et des travaux sont en cours.

## Histoire
En 1993, 30 experts (éditeurs de journaux médicaux, chercheurs en recherche clinique, épidémiologistes et méthodologistes) se sont rencontrés à Ottawa au Canada pour discuter des moyens d'améliorer la rédaction des essais randomisés contrôlés. La rencontre a permis d'élaborer le document SORT Standardised Reporting of Trials (rédaction standardisée des essais). C'était une liste de 32 items avec un diagramme de flux.
Indépendamment, un autre groupe d'experts, le Asilomar Working Group on Recommendations for Reporting of Clinical Trials in the Biomedical Literature, s'est réuni en Californie aux États-Unis et travailla sur un objectif similaire. Ce groupe a aussi publié ses recommandations.
À la suite de la suggestion du Dr Drummond Rennie du JAMA en 1995, des représentants des deux groupes se sont réunis à Chicago avec pour objectif de fusionner le meilleur des propositions du SORT et du groupe d'Asilomar en une recommandation cohérente. Le résultat est la recommandation du ConSORT qui fut publiée en 1996. Des rencontres postérieures en 1999 et en 2000 ont amené à la révision du document en 2001.
Depuis la révision en 2001, des études ont montré de nouvelles données de qualité des articles. Par conséquent, une nouvelle réunion s'est tenue en 2007 et a abouti à un nouveau texte associé à une fiche explicative en 2010. Les utilisateurs de ces recommandations sont fortement invités à utiliser la dernière version de ces recommandations.

## Impact
La déclaration du ConSORT a gagné une notoriété considérable depuis 1996. Plus de 600 journaux et groupes éditoriaux dans le monde l'approuvent notamment le Lancet, le BMJ, le JAMA, le New England Journal of Medicine, l'association mondiale des éditeurs médicaux, et le comité international des éditeurs de journaux médicaux. La version révisée de 2001 a été citée plus de 1 200 fois et le document explicatif plus de 500 fois. Une autre indication de l'impact de l'énoncé ConSORT est reflété par les 17 500 visites par mois qu'a reçu le site du ConSORT.
Des résultats d'une revue systématique ont suggéré que l'utilisation de la liste de vérification du ConSORT est associée à l'amélioration de la rédaction des essais randomisés.
Des initiatives similaires pour améliorer la rédaction d'autres types de recherches sont apparues après l'énoncé ConSORT. Ils incluent notamment les Strengthening the Reporting of Observational Studies in Epidemiology (STROBE), Standards for the Reporting of Diagnostic Accuracy Studies (STARD), Strengthening the Reporting of Genetic Association studies (STREGA), Preferred Reporting Items for Systematic Reviews and Meta-Analyses (PRISMA) et les Standards for Quality Improvement Reporting Excellence (SQUIRE).
Des recommandations de rédactions sont recensées par l'initiative du réseau EQUATOR Network pour améliorer la transparence et la pertinence de la rédaction des essais.